# Oakamoor
Oakamoor – wieś w Anglii, w hrabstwie Staffordshire, w dystrykcie Staffordshire Moorlands. Leży nad rzeką Churnet, 26 km na północny wschód od miasta Stafford i 206 km na północny zachód od Londynu. W 2001 miejscowość liczyła 828 mieszkańców.